# جان بارتا
جان بارتا (بالتشيكية: Jan Bárta)‏ مواليد 7 ديسمبر 1984، هو دراج تشيكي في صنف سباق الدراجات على الطريق. شارك في دورة الألعاب الأولمبية الصيفية.

## روابط خارجية
- جان بارتا على موقع الاتحاد الدولي للدراجات (الإنجليزية)
- جان بارتا على موقع أرشيف الدراجات (الإنجليزية)
- جان بارتا على موقع إحصائيات الدراجات الإحترافية (الإنجليزية)
- جان بارتا على موقع نسبة الدراجات (الإنجليزية)
- جان بارتا على موقع CycleBase (الإنجليزية)
- جان بارتا على موقع أوليمبيديا (الإنجليزية)
- جان بارتا على موقع اللجنة الأولمبية التشيكية (التشيكية)